# Rafik Bakkouri
Rafik Bakkour (30 ottobre 1976) è un thaiboxer e pugile francese.

## Carriera
Rafik percorre un breve "cursus honorum" che lo porta ad essere Campione di Francia (classe A) per ben tre volte consecutive.
Nel 2007 viene sconfitto dal thailandese Yodsanklai Fairtex; così, poco dopo, partecipa al reality show The Contender Asia sperando in una rivincità, ma al primo turno viene sconfitto e, conseguentemente, eliminato dall'australiano John Wayne Parr.
Oltre alla muay thai, Rafik ha praticato anche il pugilato, combattendo 3 incontri ufficiali, tutti vinti.